# Pierre Verstraeten
 (juin 2019).
Si vous disposez d'ouvrages ou d'articles de référence ou si vous connaissez des sites web de qualité traitant du thème abordé ici, merci de compléter l'article en donnant les références utiles à sa vérifiabilité et en les liant à la section « Notes et références ».
 (juillet 2019).
- Si vous ne connaissez pas le sujet, laissez ce bandeau (vous pouvez alors contacter les auteurs).
- Si vous supprimez le contenu mis en cause (vous pouvez préalablement contacter les auteurs),

argumentez précisément cette suppression dans la page de discussion
(un manque de référence n'est pas un argument ; une recherche réelle de référence doit avoir été effectuée, être formellement documentée).
Pierre Victor Verstraeten (1933 Bruxelles - 2013 Mijas (Espagne) est un philosophe belge, professeur à l'université libre de Bruxelles (ULB).  

## Formation
Pierre Verstraeten était un philosophe belge-francophone, et professeur de l'ULB. Avec Sartre il fut co-éditeur chez les Éditions Gallimard. Il avait été l'assistant de Chaïm Perelman, avec lequel il avait rédigé sa thèse de doctorat, après un séjour à l'ENS où il s'était lié d'amitié avec Louis Althusser, et Alain Badiou surtout. 
Il milita dans le Cercle du Libre Examen et eut un rôle actif[Lesquels ?] dans les événements de Mai 68.

## Violence et Éthique
Il a tenté de donner une voix à Sartre lors de débats ultérieurs, par exemple dans le contexte structuraliste. Le titre de son magnum opus, « Violence et éthique », est déjà indicateur des Leitmotives. Verstraeten a développé une morale dialectique qui sert de médiateur entre le moralisme et le réalisme. Le passage de la conscience individuelle à la praxis collective est une question épineuse pour Sartre, il est le saut de son premier ouvrage principal, L'Être et le Néant (1943), au deuxième, la Critique de la raison dialectique (1960). Pour cela, Verstraeten utilise comme illustration les figures de la dramaturgie politique de Sartre. Ce sont les expériences dramatiques des figures théâtrales qui incarnent politiquement les rôles de médiateur.
En outre, Verstraeten utilise et interprète des notions éthiques empruntés à d’autres époques ou traditions, par exemple Salut et Rédemption. Puisque l'homme est un être libéré de la nature et que l'existence est caractérisée par la tension entre être et avoir-à-être, la dimension d'origine morale se dévoile ici, c'est-à-dire le devoir-être (ought, Sollen). Libéré de la nature, l’homme s’appuie, dans son existence culturelle, sur quelque chose qui donne de la substance à sa liberté. Le chaînon qui manquait entre les deux, Verstraeten l'avait trouvée dans la tradition théologique de la Grâce. Une doctrine sécularisée de la Grâce lui a servi d'intermédiaire entre les extrêmes initiaux de l'individu et de la société. C'est à partir de cet élan révolutionnaire que Verstraeten a défendu de « vieux choses », telles origine, dialectique et responsabilité morale, i.a. contre Heidegger, Foucault, Althusser.

## Autres publications
- Universalité naturelle et culturelle chez Lévi-Strauss. Bruxelles, Annales de l'Institut de philosophie de l'université libre de Bruxelles, 1969
- Violence et éthique. Esquisse d'une critique de la morale dialectique à partir du théâtre politique de Sartre. Paris, Gallimard, 1972
- Introduction historique à la philosophie : notes prises au cours du professeur P. Verstraeten. Bruxelles, Presses univ. de Bruxelles, 1977
- Les grands courants de la philosophie de l'Antiquité jusqu'à nos jours: cours du professeur P. Verstraeten. Bruxelles, Presses univ. de Bruxelles, 3 tomes, 1979-1991
- Philosophie de la religion et plus spécialement du christianisme. Bruxelles, Presses univ., 1980
- Autour de Jean-Paul Sartre: littérature et philosophie / introd. de Pierre Verstraeten. Paris, Gallimard, 1981
- Sur les écrits posthumes de Sartre. Bruxelles, Presses univ., 1987
- Les grands courants de la philosophie de l'Antiquité jusqu'à nos jours: cours du prof. P. Verstraeten. Bruxelles, Presses univ., 2 tomes, env. 1991
- Hegel aujourd'hui / coordination scientifique Pierre Verstraeten; contr. de Daniel Franco. Paris, Vrin, 1995
- Gilles Deleuze. Co-édité avec Isabelle Stengers et Véronique Bergen. Annales de L'Institut de philosophie de l'université de Bruxelles, 1998
- L'Anti-Aron. Paris, Édition de la Différence, 2008
- « La problématique de la communauté humaine dans Huis Clos et Les Séquestrés ». In Revue internationale de philosophie (n˚231), janvier 2005, p.121 à 146.

Posthume :  
- Philosophies de la liberté: Sartre, Deleuze, Badiou, Hegel. Édition préparée et préfacée par Véronique Bergen. Paris, Éditions Kimé, Collection Bifurcations, 2018